# Eli Tomac
Elijah Steven Tomac, también conocido como Eli Tomac (Cortez, Colorado, Estados Unidos, 14 de noviembre de 1992) es un piloto de motocross estadounidense. Es hijo del ciclista de montaña John Tomac.

## Trayectoria
En 2009, Tomac ganó el Campeonato del Mundo de motocross júnior de 125cc con Honda. En 2010, ya dentro del equipo oficial de esta marca, ganó su primera carrera como profesional, algo que no hacía nadie desde James Stewart Jr. En el 2011 obtuvo dos victorias en la AMA Supercross y subió al podio seis veces. Al año siguiente ya ganó el campeonato. En 2013 fue subcampeón a sólo dos puntos del alemán Ken Roczen, pero, en contrapartida, ganó el campeonato AMA de motocross. A partir de 2014 pasó a la categoría superior de 450cc, donde los dos primeros años tuvo que detener la actividad a menudo por lesiones diversas. En 2015 fue subcampeón de supercross detrás de Ryan Dungey. 
De 2016 a 2021, Eli Tomac formó parte del equipo oficial de Kawasaki, con el que ganó cuatro campeonatos AMA. En 2022 fichó por Yamaha y ese año mismo ganó los campeonatos de motocross y supercross, además del Motocross de las Naciones con el equipo de Estados Unidos.
En 2024 Tomac consiguió su segundo campeonato del mundo de Supercross imponiendose en la última prueba en Abu Dhabi a Ken Roczen.